# Tom Brokaw
Thomas John Brokaw (IPA: ˈbroʊkɔː; Webster, Dél-Dakota, 1940. február 6. –) nyugdíjba vonult amerikai újságíró, író. A Today műsorvezetője volt 1976-tól 1981-ig, Jane Pauley-val együtt. Ezt követően az NBC Nightly News vezetője volt 1982-től 2004-ig. Pozíciója miatt a "három nagy híradós" egyike, Dan Ratherrel és Peter Jennings-szel együtt.
2021-ben bejelentette, hogy visszavonul.

## Élete
A Dél-Dakota állambeli Websterben született, Eugenia "Jean" (1917–2011) és Anthony Orville "Red" Brokaw (1912–1982) gyermekeként. Két testvére van: William és Michael. Nevét anyai nagyapjáról, Thomas Conley-ról kapta.
Apja hugenotta bevándorlóktól származik, anyja pedig ír származású. A "Brokaw" név eredete azonban tisztázatlan. Apai nagyapja, Richard P. Brokaw alapította meg Bristol városát.
Mivel apja építési vállalkozó volt, így a család többször is költözött. Eleinte Igloo-ban és Pickstownban éltek, majd Yanktonban telepedtek le. Brokaw itt járt középiskolába.
Az Iowai Egyetemen folytatta tanulmányait, de egy év után kilépett.
 Később a Dél-Dakotai Egyetemen folytatta tanulmányait. 1964-ban diplomázott.
Évekig hegymászó volt. A "Do Boys" nevű csapat tagjaival folytatta ezt a tevékenységet. A Do Boys tagjai közé tartozott  Yvon Chouinard és Douglas Tompkins is, akik a Patagonia és a The North Face cégek alapítói. Volt egy háza Pound Ridge-ben (New York).

## Magánélete
1962-ben vette feleségül Meredith Lynn Auld írónőt. Három lányuk van: Jennifer, Andrea és Sarah. Van egy farmjuk a montanai Livingston közelében, amelyet 1989-ben vásároltak.

## Könyvei
- 1998: The Greatest Generation ISBN 0-375-50202-5, ISBN 0-385-33462-1
- 1999: The Greatest Generation Speaks ISBN 0-375-50394-3, ISBN 0-385-33538-5
- 2001: An Album of Memories ISBN 0-375-50581-4, ISBN 0-375-76041-5
- 2002: A Long Way from Home: Growing Up in the American Heartland ISBN 0-375-50763-9, ISBN 0-375-75935-2
- 2006: Galen Rowell: A Retrospective ISBN 1-57805-115-0
- 2007: Boom!: Voices of the Sixties Personal Reflections on the '60s and Today ISBN 1-4000-6457-0
- 2011: The Time of Our Lives: A Conversation About America ISBN 978-1-4000-6458-8
- 2013: Christmas from Heaven: The True Story of the Berlin Candy Bomber ISBN 978-1-6090-7700-6
- 2015: A Lucky Life Interrupted: A Memoir of Hope ISBN 978-1-4000-6969-9, ISBN 978-0804-19500-3
- 2019: The Fall of Richard Nixon: A Reporter Remembers Watergate ISBN 978-1-4000-6970-5, ISBN 978-0-5932-0925-7